# Oksana Arnold
Oksana Arnold (* um 1967) ist eine deutsche Informatikerin und Hochschullehrerin.

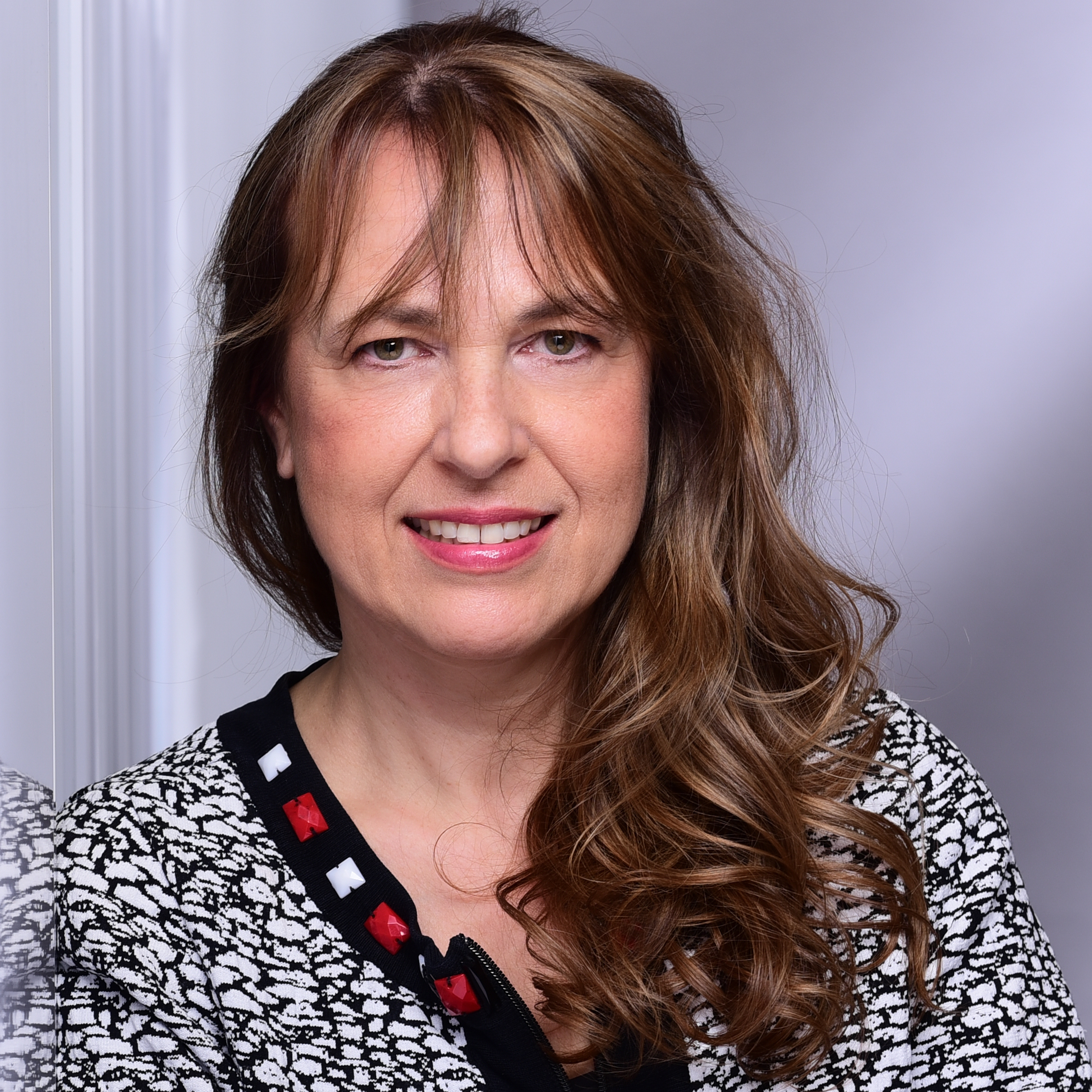
Oksana Arnold, 2022

## Ausbildung
Arnold machte 1986 ihr Abitur zusammen mit einer Ausbildung zum Elektronikfacharbeiter am VEB RFT Nachrichtenelektronik Albert Norden in Leipzig. Danach studierte sie an der Technischen Hochschule Leipzig Technische Kybernetik und Automatisierungstechnik. Ihr Studium schloss sie 1990 als Diplom-Ingenieurin ab. Thema ihrer Diplomarbeit war Kopplung von Produktionsregelinterpretern mit Schlussfolgerungsverwaltungssystemen. Sie promovierte 1996 ebenda zum Doktoringenieur auf dem Gebiet der Informatik mit einer Arbeit zum Thema Die Therapiesteuerungskomponente einer wissensbasierten Systemarchitektur für Aufgaben der Prozessführung bei Klaus Peter Jantke.

## Beruf
Von 1990 bis 1995 arbeitete Arnold an der Technischen Hochschule Leipzig als Forschungsstudentin und wissenschaftliche Mitarbeiterin. Sie war Seminarleiterin für Fuzzy Control und Problemlösungstechniken mit Hilfe der Künstlichen Intelligenz. 1995 wechselte sie an die Universität Leipzig, Fakultät (Hochschule) für Wirtschaftsinformatik, wo sie als wissenschaftliche Mitarbeiterin tätig war. hier war sie Seminarleiterin für Projektmanagement und Lisp.
Von 1997 bis 2010 arbeitete Arnold als Abteilungsleiterin bei der IBM Deutschland GmbH. Sie war IT-Architektin für Remote Authentication Dial-In User Service-(RADIUS)-Anwendungen, Projektmanagerin für web-basierte Anwendungsentwicklung, Programmmanagerin für Anwendungsentwicklung in IP-Netzen, Programmmanagerin für das Überführen von Geschäftsprozessen auf SOA-Implementierungen und Expertin für das Aufsetzen von Programm-Organisationen.
Seit 2010 ist Arnold Professorin für Theoretische Informatik und Künstliche Intelligenz an der Fachhochschule Erfurt.

## Forschungsinteressen
Arnold forscht auf dem Gebiet der Künstlichen Intelligenz (KI). Dabei untersucht sie regelbasierte Systeme, Planung, Dialogsysteme, lernende Systeme, Induktive Inferenz Methoden, formale Methoden zur Modellierung von Anwendungsbereichen (Domänen) und IT-System-Schnittstellen. Als Ergebnis ihrer Arbeit entstehen IT-Pflichten- und Lastenhefte, technische Beschreibungen, Systemteststrategien und Systemtestszenarios sowie ein Zugang zum IT-Projekt- und Programm-Management.
Arnold arbeitete von 2016 bis 2018 am Forschungsprojekt Konzepte zur visualisierten Aufbereitung von strukturierten Informationstexten mittels Reasoning auf der Meta-Ebene (KVASIR) mit, welches ein Teilprojekt des Projektes Open Data Innovation (ODIN) war und vom Bundesministerium für Bildung und Forschung (BMBF) gefördert wurde. In diesen Projekten wurden Konzepte und Werkzeuge entwickelt, die Wirtschaft, Gesellschaft und Einzelpersonen helfen sollen, frei verfügbare Daten zu nutzen.

## Beratungsangebote
Im Rahmen ihrer Arbeit stellte Arnold verschiedene Beratungsangebote zur Verfügung, darunter:
- Unterstützung beim Entwurf und der Umsetzung intelligenter IT-Systeme (wissensbasierter Systeme, Dialogsysteme, Agenten) für Autonomik und Industrie 4.0
- Kooperation bei der Integration von KI-Methoden in bestehende IT-Systeme
- Erstellung von Studien sowie methodische Unterstützung und Kooperation zur Entwicklung von innovativen Anwendungen für humanoide Roboter und virtuelle Assistenten
- Schnittstellenentwurf und -verifikation für intelligente Dienstleistungen und Geschäftsmodelle
- methodische Unterstützung bei Projektmanagementprozessen und -systemen, Aufsetzen von IT-Programmstrukturen
- methodische Unterstützung zu IT-Pflichten- und Lastenheften, technische Beschreibungen und IT-Architekturen, Systemteststrategien und Systemtestszenarios
- Kooperation zur Nutzung und Untersuchung von intelligenten Anwendungen bei der Förderung von sprachlichen, analytischen und technischen Fähigkeiten im Entwicklungsprozess von Kindern
- Gestaltung von Kreativworkshops mit Lego Mindstorms NXT als Firmen-Teamevents[5]

## Lehrtätigkeit
Im Rahmen ihrer Lehrtätigkeit hält Arnold Vorlesungen zu den Themen Theoretische Informatik, IT-Projektmanagement, Einführung in die Künstliche Intelligenz, Lernende Systeme, Robotik und Exploratives Forschen mit Kindern: Zukunftswerkstatt Digitalisierung. Außerdem organisiert sie eine Praxiswerkstatt Angewandte Informatik 4 Kids und KinderKult.
Außerdem betreut sie Bachelor- und Master-Arbeiten ihrer Studenten zu verwandten Themen.
Im Frühling 2024 hielt Arnold in der Stadtbibliothek Gotha im Rahmen der Kinderuni der Museumslöwen eine Vorlesung über Künstliche Intelligenz für Kinder. Anschließend beantwortete sie Fragen der Kinder. Auch beteiligte sie sich mit einem Vortrag über ChatGPT an der Ringvorlesung Chancen und Risiken Künstlicher Intelligenz im Sommersemester 2024 in Erfurt.

## Zertifizierungen, Patente
Im Rahmen ihrer Tätigkeit für IBM absolvierte Arnold mehrere Zertifizierungen, darunter:
- IBM Executive PM certified, IBM PM Certification Board (PM/COE)
- IBM Senior PM certified, IBM PM Certification Board (PM/COE)
- PMP certified (Project Management Institute)[2]

Zusammen mit Andreas Werner, Ulrich Kraemer, Thomas Lentz meldete Arnold 2002 ein Patent an, das 2013 unter der Nummer 8589568 eintragen wurde: Method and system for secure handling of electronic business transactions on the internet.

## Preise und Anerkennungen
Mit ihrer Dissertation gewann Arnold den Dissertationspreis 1997 der Arbeitsgemeinschaft der deutschen KI-Institute. 2002 erreichte sie den Global Services PM Excellence Award des IBM PM Center of Excellence (PM/COE). Die 15. Internationale Konferenz der e-Society verlieh ihr 2017 den Outstanding Paper Award.

## Veröffentlichungen (Auswahl)
- Wache, H.-H., Franke, R., Arnold, O., & Jantke, K. P.: Occupational Accident Prevention Training through Experiencing Stories of Success in Time Travel Prevention Games. International Journal of Advanced Corporate Learning (iJAC), 18(1), S. 123–137. online
- Oksana Arnold, Wolfgang Hölzer, Klaus P. Jantke: Generative AI for Education, Research and Discovery: Issues of Conjectures and Refutations. Journal of Contemporary Educational Theory & Artificial Intelligence, 1(2024)3.
- Oksana Arnold: Exploratives Forschen mit Kindern – Zukunftswerkstatt Digitalisierung, Bundesfachtagung: Pädagogische Interaktion zwischen Materialität und Digitalität, 2024 online
- Arnold, O., Franke, R., Jantke, K. P., Knauf, R., Schramm, T., & Wache, H.-H.: Deontic Knowledge Representation and Reasoning in Industrial Accident Prevention Training by Means of Time Travel Prevention Games. International Journal of Advanced Corporate Learning (iJAC), 17(2), S. 4–16. online
- Oksana Arnold, Klaus P. Jantke: Verständliche Künstliche Intelligenz in Assistenzsystemen an Mensch-System-Schnittstellen, Kapitel in Lars Heim, Sebastian Gerth (Hrsg.): Entrepreneurship der Zukunft, Springer, 2023, ISBN 978-3-658-42059-8 online
- Oksana Arnold, Klaus P. Jantke: Time Travel Prevention Games für die Unfallprävention. ADICOM Tech Report 02-2020. Weimar, Germany: ADICOM Software KG, Sept. 28, 2020.
- Klaus P. Jantke, Oksana Arnold: Storyboarding the User Experience of Intelligent System Assistance. A Study in Business Intelligence. ADICOM Tech Report 02-2019. Weimar, Germany: ADICOM Software KG, Sept. 15, 2019.
- Klaus P. Jantke, Rainer Knauf, Oksana Arnold, Jürgen Cleve: Exploratory Didactics by Plug and Play in Prolog. ADICOM Tech Report 01-2019. Weimar, Germany: ADICOM Software KG, Apr. 30, 2019.
- Oksana Arnold, Klaus P. Jantke: Educational Gamiﬁcation & Artiﬁcial Intelligence. ADICOM Tech Report 03-2018. Weimar, Germany: ADICOM Software KG, Dec. 17, 2018.
- Klaus P. Jantke, Sebastian Drefahl, Oksana Arnold: The Power and the Limitations of Concepts for Adaptivity and Personalization Characterized by Benchmarks of Inductive Inference. ADICOM Tech Report 01-2018. Weimar, Germany: ADICOM Software KG, Oct. 31, 2018.
- Oksana Arnold: Lernen mit Robotern. HR Performance 26(2018)4:111.
- Oksana Arnold, Klaus P. Jantke: Mining HCI Data for Theory of Mind Induction. In C. Thomas, editor, Data Mining, chapter 4, pages 47–68. IntechOpen, 2018.
- Oksana Arnold, Sebastian Drefahl, Jun Fujima, Klaus P. Jantke, Christoph Vogler: Dynamic Identiﬁcation by Enumeration for Co-operative Knowledge Discovery. IADIS Intl. J. on Computer Science and Information Systems 12(2017)2:65-85.
- Jun Fujima, Klaus P. Jantke, Oksana Arnold, Bernd Schmidt: Interaction Semantics vs. Interaction Syntax in Data Visualization and Exploration. Design, Implementation and Utilization of Meme Media. In 30th Intl. Florida Artiﬁcial Intelligence Research Society Conference, Marco Island, FL, USA, May 22-24, 2017, pages 231–234. AAAI Press, 2017.
- Oksana Arnold, Jun Fujima, Klaus P. Jantke: Co-operative knowledge discovery based on Meme Media, natural language processing and theory of mind modeling and induction. In 15th Inti. Conf. e-Society 2017, Budapest, Hungary, April 10-12, 2017, pages 27–38. IADIS Press, 2017.
- Klaus P. Jantke, Oksana Arnold, Torsten Bosecker: Exploratory game play to support language learning: Dinner Talk. In 8th Intl. Conf. on Computer Supported Education, CSEDU 2016, Rome, Italy, April 21-23, 2016, Volume 2, pages 161–166. SCITEPRESS, 2016.
- Oksana Arnold, Torsten Bosecker, Tim Hume, Klaus P. Jantke: Response to the challenging refugee inﬂux: A potentially inﬁnite family of serious games for learning of foreign languages playfully. In 14th Inti. Conf. e-Society 2016, Vilamoura, Portugal, April 9-11, 2016, pages 87–94. IADIS Press, 2016.
- Oksana Arnold, André Schulz, Lisa Kirsch: An interactive concierge for independent living. In 3rd Global Conference on Consumer Electronics (GCCE 2014), Oct. 7-10, 2014, Makuhari Messe, Tokyo, Japan, pages 59–62. IEEE Consumer Electronics Society, 2014.
- Klaus P. Jantke, Oksana Arnold: Patterns – the key to game amusement studies. In 3rd Global Conference on Consumer Electronics (GCCE 2014), Oct. 7-10, 2014, Makuhari Messe, Tokyo, Japan, pages 478–482. IEEE Consumer Electronics Society, 2014.
- André Schulz, Oksana Arnold, Lisa Kirsch: Smart districts in an ageing society. In 3rd Global Conference on Consumer Electronics (GCCE 2014), Oct. 7-10, 2014, Makuhari Messe, Tokyo, Japan, pages 1–4. IEEE Consumer Electronics Society, 2014.
- Oksana Arnold, Wolfgang Spickermann, Nicolas Spyratos, Yuzuru Tanaka, editors: Webble Technology. First Webble World Summit, WWS 2013, Erfurt, Germany, June 2013, Proceedings, volume 372 of Communications in Computer and Information Science. Springer Verlag, 2013. ISBN 978-3642388354
- Oksana Arnold, Vincent Reichelt: Meme media technology in higher education: The recursive function theory case study. In Oksana Arnold, Wolfgang Spickermann, Nicolas Spyratos, and Yuzuru Tanaka, editors, Webble Technology, First Webble World Summit, WWS 2013, Erfurt, Germany, June 2013, volume 372 of Communications in Computer and Information Science, pages 110–118. Springer, 2013. ISBN 978-3642388354
- Oksana Arnold, Klaus P. Jantke, Sebastian Spundﬂasch: Hierarchies of pervasive games by storyboarding. In Proceedings of the 5th International Games Innovation Conference (IGIC), Vancouver, BC, Canada, Sept. 23-25, 2013, pages 8–15. IEEE Consumer Electronics Society, 2013.
- Klaus P. Jantke, Oksana Arnold, Sebastian Spundﬂasch: Aliens on the Bus: A family of pervasive games. In 2nd Global Conference on Consumer Electronics (GCCE 2013), Oct. 1-4, 2013, Makuhari Messe, Tokyo, Japan, pages 387–391. IEEE Consumer Electronics Society, 2013.
- Oksana Arnold, Klaus P. Jantke: Monotonic plan generation assistance: Challenges, open problems & solutions. In International Conference on Systems and Informatics (ICSAI 2012), May 19-20, 2012, Yantai, Shandong, China, pages 215– 220. IEEE, 2012.
- Jun Fujima, Klaus P. Jantke, Oksana Arnold: Media multiplicity at your ﬁngertips: Direct manipulation based on webbles. In Proceedings of the 2012 IEEE International Conference on Multimedia and Expo Workshops, pages 217–222. IEEE, 2012.
- Klaus P. Jantke, Jun Fujima, Oksana Arnold, André Schulz: Memetic communication media – concepts, technologies, applications. In Proceedings of the 2012 IEEE International Conference on Multimedia and Expo Workshops, pages 260–265. IEEE, 2012.
- Oksana Arnold, André Schulz: Technologies, implementations and applications for the Kleistian development of thoughts in speech. In The 1st IEEE Global Conference on Consumer Electronics, GCCE 2012, October 2-5, 2012, Makuhari Messe, Tokyo, Japan, pages 75–79. IEEE, 2012.
- Oksana Arnold, Klaus P. Jantke, Christoph Vogler, Hans-Rainer Beick, Jan Opfermann: Management of highly dynamic processes based on monotonic reasoning assistance. In ICFMSE 2011, Bali, Indonesia, August 4-5, 2011, IERI (CD-ROM).
- Oksana Arnold, Klaus P. Jantke, Christoph Vogler, Hans-Rainer Beick, Jan Opfermann: The reach of dynamic plan generation for enterprise planning Web services. In IET International Conference on Frontier Computing, Proceedings (DVD), Taichung, Taiwan, August 4-6, 2010, pages 359–365. ISBN 9781-849-19-208-8.
- Oksana Arnold: Spezifikation eines Prototypen zur Koordination in virtuellen Unternehmen, Leipzig: Inst. für Wirtschaftsinformatik, 1996
- Oksana Arnold, Martina Härtling: Virtuelle Unternehmen, Leipzig: Inst. für Wirtschaftsinformatik, 1995

## Vorträge
- Lernende Systeme im Kontext von Bildung auf YouTube, 22. September 2021, abgerufen am 10. Februar 2025.